# Klimatia (Voria Kerkyra)
Klimatia (griechisch Κληματιά (f. sg.)) ist ein Dorf im Norden der griechischen Insel Korfu. Das Dorf bildet zusammen mit den Siedlungen Episkopi und Kyprianades die Ortsgemeinschaft Klimatia (Τοπική Κοινότητα Κληματιάς Topikí Kinótita Klimatiás) im Gemeindebezirk Thinali der Gemeinde Voria Kerkyra.

## Einwohnerentwicklung
Einwohnerentwicklung von Klimatia
| Name        | griechischer Name    | Code       | 1920 | 1928 | 1940 | 1951 | 1961 | 1971 | 1981 | 1991 | 2001 | 2011 |
| ----------- | -------------------- | ---------- | ---- | ---- | ---- | ---- | ---- | ---- | ---- | ---- | ---- | ---- |
| Klimatia    | Κληματιά             | 3203010301 | 348  | 350  | 407  | 418  | 458  | 371  | 360  | 365  | 364  | 229  |
| Episkopi    | Επισκοπή (f. sg.)    | 3203010302 |      | 33   | 30   |      |      |      | 17   | 27   | 25   | 8    |
| Kyprianades | Κυπριανάδες (m. pl.) | 3203010303 | 200  | 211  | 243  | 201  | 166  | 127  | 86   | 85   | 121  | 52   |
| Gesamt      | Gesamt               | 32030103   | 548  | 594  | 680  | 619  | 624  | 498  | 463  | 477  | 510  | 289  |